# Zynismusspirale
Die Zynismusspirale (Original: „The Spiral of Cynicism“) ist ein theoretisches Modell der Kommunikationswissenschaftler Joseph Cappella und Kathleen H. Jamieson, das sie in dem gleichnamigen Buch von 1997 erläutern. Es behandelt die Auswirkungen der politischen Medienberichterstattung auf Einstellungen und Verhalten der Rezipienten gegenüber der Politik und gehört somit zum Bereich der Medienwirkungsforschung. Die Autoren Cappella und Jamieson vertreten dabei die These, dass in den USA die Berichterstattung der Massenmedien über Politik zynische Einstellungen des Publikums gegenüber politischen Prozessen, Institutionen, Debatten und Kampagnen befeuere. Die Massenmedien stellten Politik und politische Auseinandersetzung dabei als Spiel oder Wettbewerb (im Original: „game“) dar und dies führe zum Vertrauensverlust der Bevölkerung gegenüber der Politik.

## Die Zynismusspirale
Die Spiralbewegung der Zynismusspirale läuft nach Cappella und Jamieson wie folgt ab: Massenmedien berichten über Politik in einer Art und Weise, die statt auf Inhalte auf strategische und Wettbewerbs-Aspekte der Politik fokussiert. Dies führe bei den Wählern zu sinkendem Vertrauen und Zynismus gegenüber der Politik; eine Entwicklung, die wiederum ein Erodieren von gesellschaftlichem Engagement und der politischen Partizipation nach sich ziehe. Politiker und Journalisten rechtfertigten den eigenen Zynismus anschließend mit dem Zynismus der jeweils anderen und damit, dass sie dem Publikum nur das lieferten, was dieses sehen wolle.
Cappella und Jamieson vermuten auch einen Zusammenhang zwischen der Berichterstattung der Medien mit dem sinkenden Vertrauen der Bevölkerung in die Medien. Demzufolge würde die Medien den Zynismus gegen sie durch ihre zynische Berichterstattung mitbedingen.

## Herleitung
Ausgangspunkt der Kommunikationswissenschaftler war Mitte der 1990er-Jahre die Feststellung, dass das Vertrauen der US-Amerikaner in politische Institutionen wie zum Beispiel den Kongress gesunken war. Kathleen H. Jamieson („Dirty Politics“) und ihr Kollege Thomas Patterson („Out of Order“) argumentierten bereits Anfang der 1990er-Jahre, dass die Öffentlichkeit sich von politischen Prozessen entfernen würde, da sie die politische Auseinandersetzung als Wettbewerb um Gewinnen und Verlieren sehen würden und dies das Misstrauen gegenüber der Politik nähre. Sie implizierten damit bereits, dass die Berichterstattung über Inhalte („issue coverage“) die Rezipienten informieren und ihre zynische Haltung reduzieren könnte, so Cappella und Jamieson.
Auf Grundlage mehrerer eigener Studien kamen Cappella und Jamieson in dem Aufsatz News Frames, Political Cynicism, and Media Cynicism (1996) zu dem Schluss, dass nur kleine Veränderungen in der Art des Framings der politischen Berichterstattung den Zynismus der Rezipienten in Bezug politische Kampagnen aktivieren könnten. Misstrauen gegenüber Politikern entstehe, wenn die Politik als strategische Auseinandersetzung geframt werde.
Grundsätzlich unterscheiden sie zwischen zwei Framing-Typen:
- Strategie-Frames (strategy frames): „Strategic coverage may remind the audience of the self-interest of actors in winning the campaign or the public policy debate“ (S. 81). Wenn die Rezipienten in der Motivation der politischen Kandidaten aufgrund der Berichterstattung der Medien nur deren eigenen Nutzen in politischen Aktionen sehen würden, führe dies zur Ablehnung der Kandidaten und letztendlich der Politik. Die Begriffe Strategie-Frames und Game-Frames werden üblicherweise synonym benutzt. Der Kommunikationswissenschaftler Jörg Matthes erklärt sie folgendermaßen: "Ein so genannter 'Game-Frame' wird [...] kodiert, wenn über das Gewinnen oder Verlieren von Debatten berichtet wird oder über die Strategien der Politiker, um im 'politischen Spiel' zu gewinnen."[6]
- Problem-Frames (issue frames): Auch wenn politische Prozesse als inhaltliche Auseinandersetzung um Themen geframt werden, so sorge dies nicht zwangsläufig für weniger Zynismus gegenüber der Politik. Denn eine komplexe inhaltliche Auseinandersetzung in der Art und Weise von Rede und Gegenrede verwirre viele Rezipienten und könne bis zur Ablehnung aller zur Auswahl stehenden Positionen führen. Bei Matthes heißt es über "issue frames": "Ein Issue-Frame wird kodiert, wenn Lösungen oder Probleme oder die Positionen der einzelnen Politiker oder Folgen und Möglichkeiten der Gesetzgebung angesprochen werden."[6]

## Kritik
Während einige Aspekte des Modells in nachfolgenden Studien bestätigt werden konnten, wurde die Zynismusspirale in der einschlägigen Forschung immer wieder auch kritisiert.
Eine Studie von Claes de Vreese von 2010 sieht die These nur teilweise bestätigt, dass strategisches Framing zynische Einstellungen der Bevölkerung gegenüber der Politik befeuere. Ihm zufolge ist dies davon abhängig, wie stark das strategische Framing in der Berichterstattung ist. Wenn strategische Berichterstattung nur wenig ausgeprägt war, konnte dies in seiner Publikation sogar zu einer Reduzierung des Zynismus führen. Zudem mildert die wahrgenommene politische Wirksamkeit der Rezipienten die zynischen Einstellungen.
Der Zusammenhang zwischen Zynismus gegenüber der Politik und daraus resultierender gesunkener politischer Partizipation konnte sich in den Sozialwissenschaften nicht ohne Weiteres bestätigen.